# Sylvain Cossette
Pour les articles homonymes, voir Cossette.
Sylvain Cossette, né le 8 mai 1963 à Grand-Mère en Mauricie (Québec, Canada), est un auteur-compositeur-interprète et réalisateur canadien.

## Biographie
Originaire de la ville de Grand-Mère, aujourd'hui annexée à Shawinigan, il a fait partie du groupe anglophone Paradox avec son frère François Cossette de 1984 à 1991. Né dans une famille de 12 enfants, il est l'avant dernier de la famille. Il a vécu plusieurs années avec Lucie Trudel dont il est maintenant divorcé. Il est aussi père de 2 filles nommées Elizabeth et Judith. Il partageait sa vie avec la chanteuse Andrée Watters et a participé activement à ses derniers albums Minuit et Country Rock. Le 10 février 2017, la chanteuse annonce sa séparation d'avec Sylvain Cossette après 10 ans de vie commune. Cependant, les deux annoncent en juin 2017 qu'ils se sont réconciliés et qu'ils forment à nouveau un couple.
Dans les années 2000, il fait des spectacles en interprétant des reprises de succès anglophones rock'n roll des années 1970. Trois albums sont parus depuis 2007, et les tournées associées ont connu un grand succès avec plus de 400 spectacles devant 150 000 personnes en salle et 650 000 personnes en festivals. Les deux premiers albums de la série ont totalisé 260 000 unités vendues en date d'août 2010. Les albums de la série ont totalisé près de 400 000 unités vendues.
Au printemps 2010, Sylvain fonde S7 Productions pour récupérer les droits sur ses albums produits à l'époque par les Disques Victoire. En octobre 2011 il lance deux compilations de ses plus grands succès francophones et, en mai 2012, il lance sa composition Je ferai sans toi, avec un album original en français Le jour d'après sorti en octobre 2012. En septembre il commence son projet de rétrospective avec un album et une tournée. En avril 2014 il lance un album de ses compositions Les numéros 1, et en octobre 2014 il présente sa trilogie (album/livre photobiographie/spectacle) Accords. En 2017 il lance un album instrumental Café et guitares. En 2018, il entame la tournée de spectacles 80s.
Il a reçu plusieurs distinctions tout au long de sa carrière.

## Performances
Le dimanche 2 mars 2025, l'artiste monte sur scène avec les académiciens de la télé-réalité Star Académie. Il pige dans son catalogue, notamment dans son album Rendez-vous, sorti en 2001.

## Récompenses et nominations
- 1994: 
  - En nomination, Prix Félix, Chanson populaire de l'année pour Tu reviendras[3]
  - En nomination, Prix Félix, Découverte de l'année
- 1995: 
  - En nomination, Prix Félix, Interprète masculin de l'année[4]
- 1997: 
  - En nomination, Prix Félix, Album de l'année - Pop/Rock pour Blanc[5]
  - En nomination, Prix Félix, Chanson populaire de l'année pour Que je t'aime
  - En nomination, Prix Félix, Interprète masculin de l'année
- 1998: 
  - En nomination, Prix Félix, Spectacle de l'année - Auteur-compositeur-interprète pour Sylvain Cossette[6]
  - En nomination, Prix Félix, Interprète masculin de l'année
- 2000: 
  - En nomination, Prix Félix, Album de l'année - Pop/rock pour Humain[7]
  - En nomination, Prix Félix, Interprète masculin de l'année
- 2001: 
  - En nomination, Prix Félix, Chanson populaire de l'année pour Dans tes yeux[8]
  - En nomination, Prix Félix, Interprète masculin de l'année
- 2002: 
  - Gagnant, Prix Félix, Album de l'année - Populaire pour Rendez-vous[9] (Également en nomination pour le même album dans la catégorie Réalisateur de disque de l'année, avec Mario (Toyo) Chagnon)
  - En nomination, Prix Félix, Chanson populaire de l'année pour Pas besoin de frapper[9]
  - En nomination, Prix Félix, Interprète masculin de l'année
  - En nomination, Prix Félix, Spectacle de l'année - Auteur-compositeur-interprète et Metteur en scène de l'année (avec Dominick Trudeau) pour Rendez-vous
- 2003: 
  - Gagnant, Prix Félix, Interprète masculin de l'année[10]
- 2005: 
  - En nomination, Prix Félix, Chanson populaire de l'année (avec France D'Amour) pour J'entends ta voix[11]
- 2006: 
  - Gagnant, Prix Félix, Metteur en scène de l'année (avec Matt Laurent) et Scripteur de spectacles de l'année pour son spectacle En solo[12] (Également en nomination pour le même spectacle dans la catégorie Spectacle de l'année - Interprète)
  - En nomination, Prix Félix, Interprète masculin de l'année [12]
- 2007: 
  - Gagnant, Prix Félix, Scripteur de spectacle de l'année (avec André Ducharme) pour Les 7, (artistes variés)[13] (Également en nomination pour le même spectacle dans la catégorie Metteur en scène de l'année)
- 2008: 
  - Gagnant, Prix Félix, Album de l'année - Anglophone pour 70s[14]
- 2009: 
  - Gagnant, Prix Félix, Album de l'année - Reprises pour 70s Volume 2[15]
  - En nomination, Prix Juno, Album de l'année (Album of the Year) pour 70s Volume 2[16]

## Discographie

### Paradox
- 1989 : Paradox
- 1991 : Obvious Puzzle

### Solo
- 1994 : Comme l'océan
- 1996 : Blanc
- 1999 : Humain
- 2001 ; Rendez-vous
- 2006 : Les 7 (Théâtre musical)
- 2007 : 70s
- 2008 : 70s Volume 2
- 2010 : 70s Volume 3
- 2012 : Le jour d'après
- 2013 : Rétrospective
- 2014 : Accords
- 2017 : Café et guitares
- 2023 : En manque de nous

### Compilations
- 2004 : Compilation 1994-2004
- 2011 : Mes Succès Francophones Volume 1 & 2
- 2014 : Les numéros 1